# Kazachstan op de Olympische Zomerspelen 2020
Kazachstan nam deel aan de Olympische Zomerspelen 2020 in Tokio, Japan.

## Medailleoverzicht
| Medaille | Naam                 | Sport         | Onderdeel             | Datum      |
| -------- | -------------------- | ------------- | --------------------- | ---------- |
| Brons    | Yeldos Smetov        | Judo          | -60 kg (m)            | 24 juli    |
| Brons    | Igor Son             | Gewichtheffen | -61 kg (m)            | 25 juli    |
| Brons    | Zulfiya Chinshanlo   | Gewichtheffen | -55 kg (v)            | 26 juli    |
| Brons    | Kamshybek Kunkabayev | Boksen        | superzwaargewicht (m) | 4 augustus |
| Brons    | Saken Bibossinov     | Boksen        | vlieggewicht (m)      | 5 augustus |
| Brons    | Nurislam Sanayev     | Worstelen     | -57kg vrije stijl (m) | 5 augustus |
| Brons    | Darkhan Assadilov    | Karate        | -67kg (m)             | 5 augustus |
| Brons    | Sofya Berultseva     | Karate        | +61kg (v)             | 7 augustus |

## Atleten
| sport            | mannen | vrouwen | totaal |
| ---------------- | ------ | ------- | ------ |
| Atletiek         | 2      | 7       | 9      |
| Boksen           | 8      | 1       | 9      |
| Boogschieten     | 3      | 0       | 3      |
| Gewichtheffen    | 1      | 1       | 2      |
| Gymnastiek       | 1      | 1       | 2      |
| Kanovaren        | 3      | 4       | 7      |
| Karate           | 3      | 2       | 5      |
| Klimsport        | 1      | 0       | 1      |
| Moderne vijfkamp | 1      | 1       | 2      |
| Roeien           | 1      | 0       | 1      |
| Schermen         | 1      | 0       | 1      |
| Schietsport      | 1      | 2       | 3      |
| Synchroonzwemmen | 0      | 2       | 2      |
| Taekwondo        | 1      | 1       | 2      |
| Tafeltennis      | 1      | 1       | 2      |
| Tennis           | 3      | 4       | 7      |
| Waterpolo        | 13     | 0       | 13     |
| Wielersport      | 5      | 0       | 5      |
| Worstelen        | 8      | 3       | 11     |
| Zwemmen          | 1      | 0       | 1      |
| totaal           | 63     | 31      | 94     |

## Sporten

### Atletiek
Mannen
Loopnummers
| atleet         | onderdeel          | series | series | kwartfinale | kwartfinale | halve finale   | halve finale   | finale         | finale         |
| atleet         | onderdeel          | tijd   | rang   | tijd        | rang        | tijd           | rang           | tijd           | rang           |
| -------------- | ------------------ | ------ | ------ | ----------- | ----------- | -------------- | -------------- | -------------- | -------------- |
| Mikhail Litvin | 400 m              | 47,15  | 7      | n.v.t.      | n.v.t.      | niet geplaatst | niet geplaatst | niet geplaatst | niet geplaatst |
| Georgiy Sheiko | 20 km snelwandelen | n.v.t. | n.v.t. | n.v.t.      | n.v.t.      | n.v.t.         | n.v.t.         | 1:28.38        | 39             |

Vrouwen
Loopnummers
| atlete             | onderdeel          | series | series | kwartfinale | kwartfinale | halve finale   | halve finale   | finale         | finale         |
| atlete             | onderdeel          | tijd   | rang   | tijd        | rang        | tijd           | rang           | tijd           | rang           |
| ------------------ | ------------------ | ------ | ------ | ----------- | ----------- | -------------- | -------------- | -------------- | -------------- |
| Olga Safronova     | 200 m              | 23,64  | 6      | n.v.t.      | n.v.t.      | niet geplaatst | niet geplaatst | niet geplaatst | niet geplaatst |
| Zhanna Mamazhanova | marathon           | n.v.t. | n.v.t. | n.v.t.      | n.v.t.      | n.v.t.         | n.v.t.         | 2:37.42        | 46             |
| Ayman Ratova       | 20 km snelwandelen | n.v.t. | n.v.t. | n.v.t.      | n.v.t.      | n.v.t.         | n.v.t.         | 1:40.02        | 42             |

Technische nummers
| atlete                | onderdeel          | kwalificaties | kwalificaties | finale         | finale         |
| atlete                | onderdeel          | afstand       | rang          | afstand        | rang           |
| --------------------- | ------------------ | ------------- | ------------- | -------------- | -------------- |
| Irina Ektova          | hink-stap-springen | 12,90         | 31            | niet geplaatst | niet geplaatst |
| Mariya Ovchinnikova   | hink-stap-springen | 13,34         | 26            | niet geplaatst | niet geplaatst |
| Olga Rypakova         | hink-stap-springen | 13,69         | 24            | niet geplaatst | niet geplaatst |
| Nadezhda Dubovitskaya | hoogspringen       | 1,86          | 28            | niet geplaatst | niet geplaatst |
| Kristina Ovchinnikova | hoogspringen       | 1,86          | 28            | niet geplaatst | niet geplaatst |

### Boksen
Mannen
| atleet               | onderdeel         | eerste ronde         | tweede ronde         | kwartfinale          | halve finale         | finale               | finale         |
| atleet               | onderdeel         | tegenstander uitslag | tegenstander uitslag | tegenstander uitslag | tegenstander uitslag | tegenstander uitslag | rang           |
| -------------------- | ----------------- | -------------------- | -------------------- | -------------------- | -------------------- | -------------------- | -------------- |
| Saken Bibossinov     | vlieggewicht      | Rivera W 4-1         | Bennama W 5-0        | Escobar W 3-2        | Yafai V 2-3          | niet geplaatst       | Brons          |
| Serik Temirzhanov    | vedergewicht      | Gálos W 5-0          | Ragan V 5-0          | niet geplaatst       | niet geplaatst       | niet geplaatst       | niet geplaatst |
| Zakir Safiullin      | lichtgewicht      | Pezo W 5-0           | Narimatsu W 5-0      | Garside V 2-3        | niet geplaatst       | niet geplaatst       | niet geplaatst |
| Ablaikhan Zhussupov  | weltergewicht     | n.v.t.               | Johnson V 1-4        | niet geplaatst       | niet geplaatst       | niet geplaatst       | niet geplaatst |
| Abilkhan Amankul     | middengewicht     | n.v.t.               | Kakhramonov W 5-0    | Conceição V 2-3      | niet geplaatst       | niet geplaatst       | niet geplaatst |
| Bekzad Nurdauletov   | halfzwaargewicht  | n.v.t.               | Khataev V 1-4        | niet geplaatst       | niet geplaatst       | niet geplaatst       | niet geplaatst |
| Vassiliy Levit       | zwaargewicht      | n.v.t.               | Reyes V KO           | niet geplaatst       | niet geplaatst       | niet geplaatst       | niet geplaatst |
| Kamshybek Kunkabayev | superzwaargewicht | n.v.t.               | Hafez W 5-0          | Veriasov W 4-1       | Torrez V KO          | niet geplaatst       | Brons          |

Vrouwen
| atlete           | onderdeel     | eerste ronde         | tweede ronde         | kwartfinale          | halve finale         | finale               | finale         |
| atlete           | onderdeel     | tegenstander uitslag | tegenstander uitslag | tegenstander uitslag | tegenstander uitslag | tegenstander uitslag | rang           |
| ---------------- | ------------- | -------------------- | -------------------- | -------------------- | -------------------- | -------------------- | -------------- |
| Nadezhda Ryabets | middengewicht | n.v.t.               | Thibeault V 1-4      | niet geplaatst       | niet geplaatst       | niet geplaatst       | niet geplaatst |

### Boogschieten
Mannen
| atleet                                       | onderdeel   | plaatsingsronde | plaatsingsronde | eerste ronde         | tweede ronde         | derde ronde          | kwartfinale          | halve finale         | finale / BM          | finale / BM |
| atleet                                       | onderdeel   | score           | rang            | tegenstander uitslag | tegenstander uitslag | tegenstander uitslag | tegenstander uitslag | tegenstander uitslag | tegenstander uitslag | rang        |
| -------------------------------------------- | ----------- | --------------- | --------------- | -------------------- | -------------------- | -------------------- | -------------------- | -------------------- | -------------------- | ----------- |
| Ilfat Abdullin                               | individueel | 657             | 27              | J Woodgate W 7 – 3   | S Wijler W 6 – 4     | Li J V 5 – 6         | niet geplaatst       | niet geplaatst       | niet geplaatst       | 9           |
| Denis Gankin                                 | individueel | 669             | 9               | Y Tolba W 6 – 4      | M Nespoli V 2 – 6    | niet geplaatst       | niet geplaatst       | niet geplaatst       | niet geplaatst       | 17          |
| Sanzhar Mussayev                             | individueel | 647             | 52              | Wang D V 4 – 6       | niet geplaatst       | niet geplaatst       | niet geplaatst       | niet geplaatst       | niet geplaatst       | 33          |
| Ilfat Abdullin Denis Gankin Sanzhar Mussayev | team        | 1973            | 8               | India V 2 – 6        | n.v.t.               | n.v.t.               | niet geplaatst       | niet geplaatst       | niet geplaatst       | 9           |

### Gewichtheffen
Mannen
| atlete   | onderdeel | trekken | trekken | stoten | stoten | totaal | rang  |
| atlete   | onderdeel | score   | rang    | score  | rang   | totaal | rang  |
| -------- | --------- | ------- | ------- | ------ | ------ | ------ | ----- |
| Igor Son | -61 kg    | 131     | 4       | 163    | 3      | 294    | Brons |

Vrouwen
| atlete             | onderdeel | trekken | trekken | stoten | stoten | totaal | rang  |
| atlete             | onderdeel | score   | rang    | score  | rang   | totaal | rang  |
| ------------------ | --------- | ------- | ------- | ------ | ------ | ------ | ----- |
| Zulfiya Chinshanlo | -55 kg    | 90      | 5       | 123    | 3      | 213    | Brons |

### Gymnastiek

#### Turnen
Mannen
| atleet       | onderdeel | kwalificatie | kwalificatie | kwalificatie | kwalificatie | kwalificatie | kwalificatie | kwalificatie | kwalificatie | finale  | finale  | finale  | finale  | finale  | finale  | finale | finale  |
| atleet       | onderdeel | toestel      | toestel      | toestel      | toestel      | toestel      | toestel      | totaal       | positie      | toestel | toestel | toestel | toestel | toestel | toestel | totaal | positie |
| atleet       | onderdeel | vloer        | voltige      | ringen       | sprong       | brug         | rekstok      | totaal       | positie      | vloer   | voltige | ringen  | sprong  | brug    | rekstok | totaal | positie |
| ------------ | --------- | ------------ | ------------ | ------------ | ------------ | ------------ | ------------ | ------------ | ------------ | ------- | ------- | ------- | ------- | ------- | ------- | ------ | ------- |
| Milad Karimi | meerkamp  | 14,766 Q     | 11,900       | 13,300       | 14,433       | 13,400       | 14,766 Q     | 82,565       | 25 q         | 15,033  | 13,266  | 12,866  | 14,066  | 13,966  | 13,333  | 82,530 | 14      |
| Milad Karimi | vloer     | 14,766       | n.v.t.       | n.v.t.       | n.v.t.       | n.v.t.       | n.v.t.       | n.v.t.       | 8 Q          | 14,133  | n.v.t.  | n.v.t.  | n.v.t.  | n.v.t.  | n.v.t.  | n.v.t. | 5       |
| Milad Karimi | rekstok   | n.v.t.       | n.v.t.       | n.v.t.       | n.v.t.       | n.v.t.       | 14,766       | n.v.t.       | 2 Q          | n.v.t.  | n.v.t.  | n.v.t.  | n.v.t.  | n.v.t.  | 11,266  | n.v.t. | 8       |

#### Ritmisch
| atlete            | onderdeel   | kwalificatie | kwalificatie | kwalificatie | kwalificatie | kwalificatie | kwalificatie | finale         | finale         | finale         | finale         | finale         | finale         |
| atlete            | onderdeel   | hoepel       | bal          | knotsen      | lint         | totaal       | rang         | hoepel         | bal            | knotsen        | lint           | totaal         | rang           |
| ----------------- | ----------- | ------------ | ------------ | ------------ | ------------ | ------------ | ------------ | -------------- | -------------- | -------------- | -------------- | -------------- | -------------- |
| Alina Adilkhanova | individueel | 20,550       | 22,450       | 22,200       | 18,600       | 83,800       | 21           | niet geplaatst | niet geplaatst | niet geplaatst | niet geplaatst | niet geplaatst | niet geplaatst |

### Judo
Mannen
| atleet             | onderdeel      | eerste ronde         | tweede ronde         | derde ronde          | kwartfinale          | halve finale         | herkansing           | finale / BM          | finale / BM    |
| atleet             | onderdeel      | tegenstander uitslag | tegenstander uitslag | tegenstander uitslag | tegenstander uitslag | tegenstander uitslag | tegenstander uitslag | tegenstander uitslag | rang           |
| ------------------ | -------------- | -------------------- | -------------------- | -------------------- | -------------------- | -------------------- | -------------------- | -------------------- | -------------- |
| Yeldos Smetov      | −60 kg         | n.v.t.               | bye                  | Akkuş W 10–00        | Kim W-j W 10-00      | Takato V 00-01       | bye                  | Tsjakadoea W 01-00   | Brons          |
| Yerlan Serikzhanov | −66 kg         | n.v.t.               | Safarov W 01-00      | Lombardo V 00-01     | niet geplaatst       | niet geplaatst       | niet geplaatst       | niet geplaatst       | niet geplaatst |
| Zhansay Smagulov   | −73 kg         | bye                  | Karapetian W 01-00   | Margelidon V 01-10   | niet geplaatst       | niet geplaatst       | niet geplaatst       | niet geplaatst       | niet geplaatst |
| Didar Khamza       | −81 kg         | bye                  | Mollaei V 00-01      | niet geplaatst       | niet geplaatst       | niet geplaatst       | niet geplaatst       | niet geplaatst       | niet geplaatst |
| −90 kg             | Macedo W 10-00 | Mehdiyev V 00-01     | niet geplaatst       | niet geplaatst       | niet geplaatst       | niet geplaatst       | niet geplaatst       | niet geplaatst       |                |

Vrouwen
| atlete                    | onderdeel | eerste ronde         | tweede ronde         | derde ronde          | kwartfinale          | halve finale         | herkansing           | finale / BM          | finale / BM    |
| atlete                    | onderdeel | tegenstander uitslag | tegenstander uitslag | tegenstander uitslag | tegenstander uitslag | tegenstander uitslag | tegenstander uitslag | tegenstander uitslag | rang           |
| ------------------------- | --------- | -------------------- | -------------------- | -------------------- | -------------------- | -------------------- | -------------------- | -------------------- | -------------- |
| Galbadrakhyn Otgontsetseg | −48 kg    | n.v.t.               | Li Y V 00-10         | niet geplaatst       | niet geplaatst       | niet geplaatst       | niet geplaatst       | niet geplaatst       | niet geplaatst |

### Kanovaren

#### Slalom
Mannen
| atleet           | onderdeel  | series | series | series | series | series    | series | halve finale | halve finale | finale         | finale         |
| atleet           | onderdeel  | run 1  | rang   | run 2  | rang   | beste run | rang   | tijd         | rang         | tijd           | rang           |
| ---------------- | ---------- | ------ | ------ | ------ | ------ | --------- | ------ | ------------ | ------------ | -------------- | -------------- |
| Alexandr Kulikov | C-1 slalom | 109,95 | 13     | 107,43 | 14     | 107,43    | 15 Q   | 110,23       | 12           | niet geplaatst | niet geplaatst |

Vrouwen
| atleet              | onderdeel  | series | series | series | series | series    | series | halve finale   | halve finale   | finale         | finale         |
| atleet              | onderdeel  | run 1  | rang   | run 2  | rang   | beste run | rang   | tijd           | rang           | tijd           | rang           |
| ------------------- | ---------- | ------ | ------ | ------ | ------ | --------- | ------ | -------------- | -------------- | -------------- | -------------- |
| Yekaterina Smirnova | K-1 slalom | 180,46 | 25     | 135,25 | 23     | 135,25    | 25     | niet geplaatst | niet geplaatst | niet geplaatst | niet geplaatst |

#### Sprint
| atleet                               | onderdeel  | series   | series | kwartfinale | kwartfinale | halve finale   | halve finale   | finale         | finale         |
| atleet                               | onderdeel  | tijd     | rang   | tijd        | rang        | tijd           | rang           | tijd           | rang           |
| ------------------------------------ | ---------- | -------- | ------ | ----------- | ----------- | -------------- | -------------- | -------------- | -------------- |
| Sergey Yemelyanov                    | C-1 1000 m | 4.16,039 | 5 KF   | 4.21,734    | 4           | niet geplaatst | niet geplaatst | niet geplaatst | niet geplaatst |
| Sergey Yemelyanov Timofey Yemelyanov | C-2 1000 m | 3.49,079 | 4 KF   | 3.55,157    | 4 FB        | bye            | bye            | 3.32,873       | 12             |

| atlete                              | onderdeel | series   | series | kwartfinale | kwartfinale | halve finale   | halve finale   | finale         | finale         |
| atlete                              | onderdeel | tijd     | rang   | tijd        | rang        | tijd           | rang           | tijd           | rang           |
| ----------------------------------- | --------- | -------- | ------ | ----------- | ----------- | -------------- | -------------- | -------------- | -------------- |
| Natalya Sergeyeva                   | K-1 200 m | 46,657   | 6 KF   | 46,736      | 7           | niet geplaatst | niet geplaatst | niet geplaatst | niet geplaatst |
| Natalya Sergeyeva                   | K-1 500 m | 2.01,374 | 7 KF   | 1.55,776    | 6           | niet geplaatst | niet geplaatst | niet geplaatst | niet geplaatst |
| Margarita Torlopova                 | C-1 200 m | 49,721   | 6 KF   | 49,051      | 7           | niet geplaatst | niet geplaatst | niet geplaatst | niet geplaatst |
| Svetlana Ussova Margarita Torlopova | C-1 200 m | 2.09,024 | 5 KF   | 2.06,179    | 4 FB        | bye            | bye            | 2.04,859       | 12             |

### Karate

#### Kumite
Mannen
| Atleet             | Onderdeel | Groupsfase             | Groupsfase             | Groupsfase             | Groupsfase             | Groupsfase | Halve Finale           | Finale                 | Finale         |
| Atleet             | Onderdeel | Tegenstander Resultaat | Tegenstander Resultaat | Tegenstander Resultaat | Tegenstander Resultaat | Rang       | Tegenstander Resultaat | Tegenstander Resultaat | Rang           |
| ------------------ | --------- | ---------------------- | ---------------------- | ---------------------- | ---------------------- | ---------- | ---------------------- | ---------------------- | -------------- |
| Darkhan Assadilov  | −67 kg    | Şamdan W 6 - 2         | Farzaliyev W 6 - 2     | Sago W 3 - 0           | El-Sawy W 3 - 1        | 1 Q        | Da Costa V 2 - 5       | niet geplaatst         | Brons          |
| Nurkanat Azhikanov | −75 kg    | Yahiro W 6 - 3         | Bitsch G 3 - 3         | Busà W 2 - 0           | Aghayev V 2 - 3        | 4          | niet geplaatst         | niet geplaatst         | niet geplaatst |
| Daniyar Yuldashev  | +75 kg    | Araga V 2 - 4          | Aktaş V 3 - 11         | Horne W opgave         | Arkania V 1 - 3        | 4          | niet geplaatst         | niet geplaatst         | niet geplaatst |

Vrouwen
| Atleet             | Onderdeel | Groupsfase             | Groupsfase             | Groupsfase             | Groupsfase             | Groupsfase | Halve Finale           | Finale                 | Finale         |
| Atleet             | Onderdeel | Tegenstander Resultaat | Tegenstander Resultaat | Tegenstander Resultaat | Tegenstander Resultaat | Rang       | Tegenstander Resultaat | Tegenstander Resultaat | Rang           |
| ------------------ | --------- | ---------------------- | ---------------------- | ---------------------- | ---------------------- | ---------- | ---------------------- | ---------------------- | -------------- |
| Moldir Zhangbyrbay | −55 kg    | Sayed W 7 - 2          | Plank V 3 - 4          | Terliuga G 4 - 4       | Miyahara V 2 - 11      | 4          | niet geplaatst         | niet geplaatst         | niet geplaatst |
| Sofya Berultseva   | +61 kg    | Hocaoğlu G 5 - 5       | Semeraro W 5 - 1       | Zaretska W 5 - 4       | Uekusa V 1 - 5         | 2 q        | Abdelaziz V 4 - 5      | niet geplaatst         | Brons          |

### Klimsport
Mannen
| atleet            | onderdeel | kwalificatie | kwalificatie | kwalificatie | kwalificatie | kwalificatie | kwalificatie | kwalificatie | kwalificatie | kwalificatie | finale         | finale         | finale         | finale         | finale         | finale         | finale         | finale         | finale         |
| atleet            | onderdeel | speed        | speed        | boulderen    | boulderen    | lead         | lead         | lead         | totaal       | totaal       | speed          | speed          | boulderen      | boulderen      | boulderen      | lead           | lead           | totaal         | totaal         |
| atleet            | onderdeel | tijd         | rang         | resultaat    | rang         | hold         | tijd         | rang         | punten       | rang         | tijd           | rang           | resultaat      | rang           | hold           | tijd           | rang           | punten         | rang           |
| ----------------- | --------- | ------------ | ------------ | ------------ | ------------ | ------------ | ------------ | ------------ | ------------ | ------------ | -------------- | -------------- | -------------- | -------------- | -------------- | -------------- | -------------- | -------------- | -------------- |
| Rishat Khaibullin | klimmen   | 6,19         | 4            | 0T1z 0 3     | 17           | 28+          | 3.09         | 13           | 884,00       | 11           | niet geplaatst | niet geplaatst | niet geplaatst | niet geplaatst | niet geplaatst | niet geplaatst | niet geplaatst | niet geplaatst | niet geplaatst |

### Moderne vijfkamp
Mannen
| atleet           | onderdeel        | schermen (degen) | schermen (degen) | schermen (degen) | schermen (degen) | zwemmen (200 m vrije slag) | zwemmen (200 m vrije slag) | zwemmen (200 m vrije slag) | paardrijden (springen) | paardrijden (springen) | paardrijden (springen) | combinatie: schieten/lopen (10 m luchtpistool)/(3200 m) | combinatie: schieten/lopen (10 m luchtpistool)/(3200 m) | combinatie: schieten/lopen (10 m luchtpistool)/(3200 m) | totaal punten | rang |
| atleet           | onderdeel        | RR               | BR               | rang             | punten           | tijd                       | rang                       | punten                     | strafpunten            | rang                   | punten                 | tijd                                                    | rang                                                    | punten                                                  | totaal punten | rang |
| ---------------- | ---------------- | ---------------- | ---------------- | ---------------- | ---------------- | -------------------------- | -------------------------- | -------------------------- | ---------------------- | ---------------------- | ---------------------- | ------------------------------------------------------- | ------------------------------------------------------- | ------------------------------------------------------- | ------------- | ---- |
| Pavel Ilyashenko | moderne vijfkamp | 15-20            | 1                | 28               | 191              | 2.06,99                    | 31                         | 297                        | 30                     | 28                     | 270                    | 12.10,28                                                | 35                                                      | 570                                                     | 1328          | 29   |

Vrouwen
| atlete           | onderdeel        | schermen (degen) | schermen (degen) | schermen (degen) | schermen (degen) | zwemmen (200 m vrije slag) | zwemmen (200 m vrije slag) | zwemmen (200 m vrije slag) | paardrijden (springen) | paardrijden (springen) | paardrijden (springen) | combinatie: schieten/lopen (10 m luchtpistool)/(3200 m) | combinatie: schieten/lopen (10 m luchtpistool)/(3200 m) | combinatie: schieten/lopen (10 m luchtpistool)/(3200 m) | totaal punten | rang |
| atlete           | onderdeel        | RR               | BR               | rang             | punten           | tijd                       | rang                       | punten                     | strafpunten            | rang                   | punten                 | tijd                                                    | rang                                                    | punten                                                  | totaal punten | rang |
| ---------------- | ---------------- | ---------------- | ---------------- | ---------------- | ---------------- | -------------------------- | -------------------------- | -------------------------- | ---------------------- | ---------------------- | ---------------------- | ------------------------------------------------------- | ------------------------------------------------------- | ------------------------------------------------------- | ------------- | ---- |
| Yelena Potapenko | moderne vijfkamp | 22-15            | 2                | 6                | 222              | 2.13,99                    | 14                         | 283                        | 11                     | 16                     | 289                    | 12.52,37                                                | 21                                                      | 528                                                     | 1322          | 13   |

### Roeien
Mannen
| atleet             | onderdeel | series  | series | herkansingen | herkansingen | kwartfinale | kwartfinale | halve finale | halve finale | finale  | finale |
| atleet             | onderdeel | tijd    | rang   | tijd         | rang         | tijd        | rang        | tijd         | rang         | tijd    | rang   |
| ------------------ | --------- | ------- | ------ | ------------ | ------------ | ----------- | ----------- | ------------ | ------------ | ------- | ------ |
| Vladislav Yakovlev | skiff     | 7.10,08 | 3 KF   | bye          | bye          | 7.30,47     | 6 HC/D      | 7.03,53      | 3 FD         | 7.03,37 | 19     |

Legenda: FA=finale A (medailles); FB=finale B (geen medailles); FC=finale C (geen medailles); FD=finale D (geen medailles); FE=finale E (geen medailles); FF=finale F (geen medailles); HA/B=halve finale A/B; HC/D=halve finale C/D; HE/F=halve finale E/F; KF=kwartfinale; H=herkansing

### Schermen
Mannen
| atleet          | onderdeel | eerste ronde         | tweede ronde         | derde ronde          | kwartfinale          | halve finale         | finale / BM          | finale / BM    |
| atleet          | onderdeel | tegenstander uitslag | tegenstander uitslag | tegenstander uitslag | tegenstander uitslag | tegenstander uitslag | tegenstander uitslag | rang           |
| --------------- | --------- | -------------------- | -------------------- | -------------------- | -------------------- | -------------------- | -------------------- | -------------- |
| Ruslan Kurbanov | degen     | bye                  | Fichera W 15 - 7     | Yamada V 8 - 15      | niet geplaatst       | niet geplaatst       | niet geplaatst       | niet geplaatst |

### Schietsport
Mannen
| atleet       | onderdeel               | kwalificaties | kwalificaties | finale         | finale         |
| atleet       | onderdeel               | punten        | rang          | punten         | rang           |
| ------------ | ----------------------- | ------------- | ------------- | -------------- | -------------- |
| Yuriy Yurkov | 50 m geweer 3 houdingen | 1172          | 14            | niet geplaatst | niet geplaatst |
| Yuriy Yurkov | 10 m luchtgeweer        | 621,9         | 36            | niet geplaatst | niet geplaatst |

Vrouwen
| atlete          | onderdeel | kwalificaties | kwalificaties | finale         | finale         |
| atlete          | onderdeel | punten        | rang          | punten         | rang           |
| --------------- | --------- | ------------- | ------------- | -------------- | -------------- |
| Zoya Kravchenko | skeet     | 113           | 22            | niet geplaatst | niet geplaatst |
| Assem Orynbay   | skeet     | 111           | 26            | niet geplaatst | niet geplaatst |

### Synchroonzwemmen
| atlete                             | onderdeel | technische routine | technische routine | vrije routine (voorronde) | vrije routine (voorronde) | vrije routine (voorronde) | vrije routine (finale) | vrije routine (finale)    | vrije routine (finale) |
| atlete                             | onderdeel | punten             | rang               | punten                    | totaal (technisch + vrij) | rang                      | punten                 | totaal (technisch + vrij) | rang                   |
| ---------------------------------- | --------- | ------------------ | ------------------ | ------------------------- | ------------------------- | ------------------------- | ---------------------- | ------------------------- | ---------------------- |
| Alexandra Nemich Yekaterina Nemich | duet      | 83,2338            | 17                 | 83,8667                   | 167,1005                  | 16                        | niet geplaatst         | niet geplaatst            | niet geplaatst         |

### Taekwondo
Mannen
| atleet          | onderdeel | eerste ronde         | kwartfinale          | halve finale         | herkansing           | finale / BM          | finale / BM    |
| atleet          | onderdeel | tegenstander uitslag | tegenstander uitslag | tegenstander uitslag | tegenstander uitslag | tegenstander uitslag | rang           |
| --------------- | --------- | -------------------- | -------------------- | -------------------- | -------------------- | -------------------- | -------------- |
| Ruslan Zhaparov | +80 kg    | Zhaparov W 11 - 7    | In K-d V 2 - 10      | niet geplaatst       | niet geplaatst       | niet geplaatst       | niet geplaatst |

Vrouwen
| atleet       | onderdeel | eerste ronde         | kwartfinale          | halve finale         | herkansing           | finale / BM          | finale / BM    |
| atleet       | onderdeel | tegenstander uitslag | tegenstander uitslag | tegenstander uitslag | tegenstander uitslag | tegenstander uitslag | rang           |
| ------------ | --------- | -------------------- | -------------------- | -------------------- | -------------------- | -------------------- | -------------- |
| Cansel Deniz | +67 kg    | Osipova W 10 - 9     | Walkden V 7 - 17     | niet geplaatst       | niet geplaatst       | niet geplaatst       | niet geplaatst |

### Tafeltennis
Mannen
| atleet              | onderdeel | voorronde            | eerste ronde         | tweede ronde         | derde ronde          | vierde ronde         | kwartfinale          | halve finale         | finale / BM          | finale / BM    |
| atleet              | onderdeel | tegenstander uitslag | tegenstander uitslag | tegenstander uitslag | tegenstander uitslag | tegenstander uitslag | tegenstander uitslag | tegenstander uitslag | tegenstander uitslag | rang           |
| ------------------- | --------- | -------------------- | -------------------- | -------------------- | -------------------- | -------------------- | -------------------- | -------------------- | -------------------- | -------------- |
| Kirill Gerassimenko | enkelspel | bye                  | bye                  | Jančařík W 4 - 3     | Boll V 1 - 4         | niet geplaatst       | niet geplaatst       | niet geplaatst       | niet geplaatst       | niet geplaatst |

Vrouwen
| atlete              | onderdeel | voorronde            | eerste ronde         | tweede ronde         | derde ronde          | vierde ronde         | kwartfinale          | halve finale         | finale / BM          | finale / BM    |
| atlete              | onderdeel | tegenstander uitslag | tegenstander uitslag | tegenstander uitslag | tegenstander uitslag | tegenstander uitslag | tegenstander uitslag | tegenstander uitslag | tegenstander uitslag | rang           |
| ------------------- | --------- | -------------------- | -------------------- | -------------------- | -------------------- | -------------------- | -------------------- | -------------------- | -------------------- | -------------- |
| Anastassiya Lavrova | enkelspel | bye                  | Xiao V 1 - 4         | niet geplaatst       | niet geplaatst       | niet geplaatst       | niet geplaatst       | niet geplaatst       | niet geplaatst       | niet geplaatst |

### Tennis
Mannen
| atlete                          | onderdeel  | eerste ronde              | tweede ronde                                  | derde ronde          | kwartfinale          | halve finale         | finale / BM          | finale / BM    |                |
| atlete                          | onderdeel  | tegenstander uitslag      | tegenstander uitslag                          | tegenstander uitslag | tegenstander uitslag | tegenstander uitslag | tegenstander uitslag | rang           |                |
| ------------------------------- | ---------- | ------------------------- | --------------------------------------------- | -------------------- | -------------------- | -------------------- | -------------------- | -------------- | -------------- |
| Alexander Bublik                | enkelspel  | Medvevev V 4-6, 6-7(8-10) | niet geplaatst                                | niet geplaatst       | niet geplaatst       | niet geplaatst       | niet geplaatst       | niet geplaatst |                |
| Mikhail Kukushkin               | enkelspel  | Coria W 7-6(7-4), 7-5     | Ivashka V 7-6(7-4), 3-6, 3-6                  | niet geplaatst       | niet geplaatst       | niet geplaatst       | niet geplaatst       | niet geplaatst |                |
| Alexander Bublik Andrey Golubev | dubbelspel | n.v.t.                    | Chardy / Monfils V 7-6(7-4), 6-7(3-7), [8-10] | niet geplaatst       | niet geplaatst       | niet geplaatst       | niet geplaatst       | niet geplaatst | niet geplaatst |

Vrouwen
| atlete              | onderdeel | eerste ronde                      | tweede ronde         | derde ronde           | kwartfinale          | halve finale                | finale / BM                    | finale / BM    |
| atlete              | onderdeel | tegenstander uitslag              | tegenstander uitslag | tegenstander uitslag  | tegenstander uitslag | tegenstander uitslag        | tegenstander uitslag           | rang           |
| ------------------- | --------- | --------------------------------- | -------------------- | --------------------- | -------------------- | --------------------------- | ------------------------------ | -------------- |
| Zarina Diyas        | enkelspel | Krejčíková V 2-5, opgave          | niet geplaatst       | niet geplaatst        | niet geplaatst       | niet geplaatst              | niet geplaatst                 | niet geplaatst |
| Joelija Poetintseva | enkelspel | Podoroska V 6-7(4-7), 3-1, opgave | niet geplaatst       | niet geplaatst        | niet geplaatst       | niet geplaatst              | niet geplaatst                 | niet geplaatst |
| Jelena Rybakina     | enkelspel | Stosur W 6-4, 6-2                 | Peterson W 6-2, 6-2  | Vekić W 7-6(7-3), 6-4 | Muguruza W 7-5, 6-1  | Bencic V 6-7(2-7), 6-4, 3-6 | Svitolina V 6-1, 6-7(5-7), 4-6 | 4              |
| Yaroslava Shvedova  | enkelspel | Tomljanović V 5-7, 2-3, opgave    | niet geplaatst       | niet geplaatst        | niet geplaatst       | niet geplaatst              | niet geplaatst                 | niet geplaatst |

Gemengd
| atlete                            | onderdeel  | eerste ronde                          | kwartfinale          | halve finale         | finale / BM          | finale / BM    |
| atlete                            | onderdeel  | tegenstander uitslag                  | tegenstander uitslag | tegenstander uitslag | tegenstander uitslag | rang           |
| --------------------------------- | ---------- | ------------------------------------- | -------------------- | -------------------- | -------------------- | -------------- |
| Yaroslava Shvedova Andrey Golubev | dubbelspel | Shibahara / McLachlan V 3-6, 6-7(3-7) | niet geplaatst       | niet geplaatst       | niet geplaatst       | niet geplaatst |

### Waterpolo
Mannen
| Atleten | Onderdeel | Resultaat  | Prestatie |
| --- | --------- | ---------- | --------- |
| Madikhan Makhmetov Yevgeniy Medvedev Miras Aubakirov Dušan Marković Alexey Shmider Danil Artyukh Murat Shakenov Srđan Vuksanović Rustam Ukumanov Mikhail Ruday Altay Altayev Stanislav Shvedov Pavel Lipilin | mannen    | groepsfase | zie onder |

| Groep |            |             |             |             |            |            |            |            |        |
| #     | Land       | Wedstrijden | Wedstrijden | Wedstrijden | Doelpunten | Doelpunten | Doelpunten | Doelpunten | Punten |
| #     | Land       | G           | W           | G           | V          | V          | T          | Saldo      | Punten |
| 1     | Spanje     | 5           | 5           | 0           | 0          | 61         | 31         | +30        | 10     |
| 2     | Kroatië    | 5           | 3           | 0           | 2          | 62         | 46         | +16        | 6      |
| 3     | Servië     | 5           | 3           | 0           | 2          | 70         | 46         | +24        | 6      |
| 4     | Montenegro | 5           | 2           | 0           | 3          | 54         | 56         | -2         | 4      |
| 5     | Australië  | 5           | 2           | 0           | 3          | 49         | 60         | -11        | 4      |
| 6     | Kazachstan | 5           | 0           | 0           | 5          | 35         | 92         | -57        | 0      |

| Ronde           | Datum          | Lokale tijd    | MEZT           | Land           | Score          | Land           |  |
| --------------- | -------------- | -------------- | -------------- | -------------- | -------------- | -------------- |  |
| groepsfase      |                |                |                |                |                |                |  |
| 25 juli 2021    | 19:50          | 12:50          | Kroatië        | 23 - 7         | Kazachstan     |                |  |
| 27 juli 2021    | 14:00          | 07:00          | Kazachstan     | 5 - 19         | Servië         |                |  |
| 29 juli 2021    | 11:30          | 04:30          | Spanje         | 16 - 4         | Kazachstan     |                |  |
| 31 juli 2021    | 10:00          | 03:00          | Montenegro     | 19 - 12        | Kazachstan     |                |  |
| 2 augustus 2021 | 19:50          | 12:50          | Australië      | 15 - 7         | Kazachstan     |                |  |
|                 |                |                |                |                |                |                |  |
| kwartfinale     | niet geplaatst | niet geplaatst | niet geplaatst | niet geplaatst | niet geplaatst | niet geplaatst |  |
|                 |                |                |                |                |                |                |  |
| halve finale    | niet geplaatst | niet geplaatst | niet geplaatst | niet geplaatst | niet geplaatst | niet geplaatst |  |
|                 |                |                |                |                |                |                |  |
| finale          | niet geplaatst | niet geplaatst | niet geplaatst | niet geplaatst | niet geplaatst | niet geplaatst |  |

### Wielersport

#### Baanwielrennen
Mannen
Sprint
| atleet            | onderdeel | kwalificaties | kwalificaties | ronde 1           | herkansing 1         | ronde 2              | herkansing 2         | kwartfinale          | halve finale         | finale               | finale         |
| atleet            | onderdeel | tijd          | rang          | tegenstander tijd | tegenstander uitslag | tegenstander uitslag | tegenstander uitslag | tegenstander uitslag | tegenstander uitslag | tegenstander uitslag | rang           |
| ----------------- | --------- | ------------- | ------------- | ----------------- | -------------------- | -------------------- | -------------------- | -------------------- | -------------------- | -------------------- | -------------- |
| Sergey Ponomaryov | sprint    | 9,932         | 29            | niet geplaatst    | niet geplaatst       | niet geplaatst       | niet geplaatst       | niet geplaatst       | niet geplaatst       | niet geplaatst       | niet geplaatst |

Keirin
| atleet            | onderdeel | ronde 1 | herkansing | kwartfinale    | halve finale   | finale         |
| atleet            | onderdeel | rang    | rang       | rang           | rang           | rang           |
| ----------------- | --------- | ------- | ---------- | -------------- | -------------- | -------------- |
| Sergey Ponomaryov | keirin    | DNF     | 3          | niet geplaatst | niet geplaatst | niet geplaatst |

Omnium
| atleet          | onderdeel | scratchrace | scratchrace | temporace | temporace | afvalrace | afvalrace | puntenrace | puntenrace | totaal punten | rang |
| atleet          | onderdeel | rang        | punten      | rang      | punten    | rang      | punten    | rang       | punten     | totaal punten | rang |
| --------------- | --------- | ----------- | ----------- | --------- | --------- | --------- | --------- | ---------- | ---------- | ------------- | ---- |
| Artyom Zakharov | omnium    | 4           | 34          | 15        | 12        | 13        | 16        |            | 0          | 62            | 14   |

#### Wegwielrennen
Mannen
| atleet            | onderdeel    | tijd       | rang |
| ----------------- | ------------ | ---------- | ---- |
| Aleksej Loetsenko | wegwedstrijd | 6:11.46    | 21   |
| Aleksej Loetsenko | tijdrit      | 1:02.21,67 | 32   |
| Dmitri Groezdev   | wegwedstrijd | DNF        | DNF  |
| Vadïm Pronskïy    | wegwedstrijd | DNF        | DNF  |

### Worstelen

#### Grieks-Romeins
Mannen
| atleet             | onderdeel | eerste ronde          | kwartfinale          | halve finale         | herkansing           | finale / BM          | finale / BM |
| atleet             | onderdeel | tegenstander uitslag  | tegenstander uitslag | tegenstander uitslag | tegenstander uitslag | tegenstander uitslag | rang        |
| ------------------ | --------- | --------------------- | -------------------- | -------------------- | -------------------- | -------------------- | ----------- |
| Mirambek Ainagulov | −60 kg    | Sharshenbekov V 0 - 4 | niet geplaatst       | niet geplaatst       | niet geplaatst       | niet geplaatst       | 16          |
| Demeu Zhadrayev    | −77 kg    | Yabiku V 1 - 3        | niet geplaatst       | niet geplaatst       | niet geplaatst       | niet geplaatst       | 9           |
| Nursultan Tursynov | −87 kg    | Kudla V 1 - 3         | niet geplaatst       | niet geplaatst       | niet geplaatst       | niet geplaatst       | 14          |

#### Vrije stijl
Mannen
| atleet             | onderdeel | eerste ronde         | kwartfinale          | halve finale         | herkansing           | finale / BM           | finale / BM |
| atleet             | onderdeel | tegenstander uitslag | tegenstander uitslag | tegenstander uitslag | tegenstander uitslag | tegenstander uitslag  | rang        |
| ------------------ | --------- | -------------------- | -------------------- | -------------------- | -------------------- | --------------------- | ----------- |
| Nurislam Sanayev   | −57 kg    | Favé W 3 - 0         | Takahashi W 3 - 1    | Dahiya V 0 - 5       | bye                  | Vangelov W 3 - 1      | Brons       |
| Daulet Niyazbekov  | −65 kg    | Valdés W 3 - 1       | Aliyev V 1 - 3       | niet geplaatst       | Diatta W 4 - 0       | Punia V 0 - 3         | 5           |
| Daniyar Kaisanov   | −74 kg    | Otoguro W 5 - 0      | Hussen W 3 - 1       | Sidakov V 0 - 4      | bye                  | Abdurakhmonov V 1 - 4 | 5           |
| Alisher Yergali    | −97 kg    | Fardj W 5 - 0        | Karadeniz V 1 - 3    | niet geplaatst       | niet geplaatst       | niet geplaatst        | 7           |
| Yusup Batirmurzaev | −125 kg   | Cudinovic V 0 - 5    | niet geplaatst       | niet geplaatst       | niet geplaatst       | niet geplaatst        | 12          |

Vrouwen
| atlete             | onderdeel | eerste ronde         | kwartfinale          | halve finale         | herkansing           | finale / BM          | finale / BM |
| atlete             | onderdeel | tegenstander uitslag | tegenstander uitslag | tegenstander uitslag | tegenstander uitslag | tegenstander uitslag | rang        |
| ------------------ | --------- | -------------------- | -------------------- | -------------------- | -------------------- | -------------------- | ----------- |
| Valentina Islamova | −50 kg    | Yépez V 1 - 3        | niet geplaatst       | niet geplaatst       | niet geplaatst       | niet geplaatst       | 11          |
| Tatyana Amanzhol   | −53 kg    | Zasina V 2 - 3       | niet geplaatst       | niet geplaatst       | niet geplaatst       | niet geplaatst       | 12          |
| Elmira Syzdykova   | −76 kg    | Medet Kyzy V 1 - 8   | niet geplaatst       | niet geplaatst       | niet geplaatst       | niet geplaatst       | 13          |

### Zwemmen
Mannen
| atleet           | onderdeel        | series  | series | halve finale   | halve finale   | finale         | finale         |
| atleet           | onderdeel        | tijd    | rang   | tijd           | rang           | tijd           | rang           |
| ---------------- | ---------------- | ------- | ------ | -------------- | -------------- | -------------- | -------------- |
| Dmitriy Balandin | 100 m schoolslag | 59,75   | 17     | niet geplaatst | niet geplaatst | niet geplaatst | niet geplaatst |
| Dmitriy Balandin | 200 m schoolslag | 2.08,99 | 7 Q    | 2.09,22        | 11             | niet geplaatst | niet geplaatst |

Vrouwen
| atleet         | onderdeel        | series  | series | halve finale   | halve finale   | finale         | finale         |
| atleet         | onderdeel        | tijd    | rang   | tijd           | rang           | tijd           | rang           |
| -------------- | ---------------- | ------- | ------ | -------------- | -------------- | -------------- | -------------- |
| Diana Nazarova | 100 m schoolslag | 1.06,99 | 40     | niet geplaatst | niet geplaatst | niet geplaatst | niet geplaatst |